# Wiązowiec (jezioro)
Wiązowiec (biał. Вензавец) – jezioro na granicy Polski i Białorusi w Puszczy Augustowskiej.
Przez jezioro Wiązowiec przebiega z północy na południe granica polsko-białoruska. Zachodnia część jeziora leży po stronie polskiej w gminie Płaska w pow. augustowskim, wschodnia po stronie białoruskiej w possowiecie sopoćkińskim w rejonie grodzieńskim. Na północ położone jest większe, również pograniczne, jezioro Szlamy, połączone z Wiązowcem ciekiem wodnym. Brzegi Wiązowca porośnięte są lasem. Jezioro ma kształt wydłużony z zachodu na wschód.